# (37308) 2001 OP16
2001 أو بي 16 (ويعرف أيضًا باسم (37308) 2001 أو بي 16 وفق تسمية الكوكب الصغير) (بالإنجليزية: 2001 OP16)‏ هو كويكب ضمن حزام الكويكبات؛ وترتيبه 37308 من حيث الاكتشاف.
اكتُشف هذا الجُرم الفلكي بواسطة تعقب الأجرام القريبة من الأرض في 21 يوليو 2001.

## وصلات خارجية
- (37308) 2001 OP16 في قاعدة بيانات مختبر الدفع النفاث لأجرام النظام الشمسي الصغيرة

- الاكتشاف · مخطط المدار ·  العناصر المدارية · المعلمات المادية

- (37308) 2001 OP16 على موقع ويكي سكاي: DSS2, SDSS, GALEX, IRAS, Hydrogen α, X-Ray, Astrophoto, Sky Map, Articles and images